# Trond Anderssen
Trond Anderssen, född 1961, död 11 augusti 2021 i Hønefoss i Norge, var en norsk travtränare. Han har tränat hästar som Yarrah Boko, Hickothepooh och Thai Tanic.

## Biografi
Anderssen drev länge ett av Norges största popstall tillsammans med Kristian Malmin, och blev norsk tränarchampion åren 2003 till 2011. Han utsågs till årets tränare i Norge 2004 och 2007. Under sin karriär som travtränare tränade han världshästar som Yarrah Boko och Thai Tanic, samt Hickothepooh som var Anderssens affischnamn i slutet av karriären.
I början av 2021 diagnostiserades Anderssen med hudcancer, och avled den 11 augusti 2021 i sviterna av sjukdomen.
Den 14 augusti 2021 segrade hans häst Oracle Tilly under V75-tävlingar på Åbytravet.

## Större segrar i urval
| År   | Lopp                     | Häst           | Kusk/Ryttare      | Grupp   |
| ---- | ------------------------ | -------------- | ----------------- | ------- |
| 2000 | Norskt Trav-Kriterium    | Nimbus Goal    | Trond Skauen      | Grupp 1 |
| 2003 | Norskt Trav-Kriterium    | Thai Tanic     | Vidar Hop         | Grupp 1 |
| 2003 | V75 International        | Magnetic Power | Tor Borg          | Grupp 2 |
| 2005 | Åby Stora Montépris      | Indy Bow       | Carina Sköld      | -       |
| 2010 | Harper Hanovers Lopp     | Yarrah Boko    | Torbjörn Jansson  | Grupp 1 |
| 2011 | Norrbottens Stora Pris   | Yarrah Boko    | Ulf Ohlsson       | Grupp 1 |
| 2011 | Svenskt Mästerskap       | Yarrah Boko    | Ulf Ohlsson       | Grupp 2 |
| 2012 | Prix du Luxembourg       | Yarrah Boko    | Franck Nivard     | Grupp 3 |
| 2013 | Prix de Belgique         | Yarrah Boko    | Pierre Vercruysse | Grupp 2 |
| 2013 | Norskt Mästerskap        | Mr X.F. Royal  | Lars Anvar Kolle  | -       |
| 2013 | Habibs Minneslopp        | Thai Broadway  | Gunnar Austevoll  | Grupp 2 |
| 2014 | Prix de Belgique         | Yarrah Boko    | Pierre Vercruysse | Grupp 2 |
| 2014 | Steinlagers Æresløp      | Mr X.F. Royal  | Lars Anvar Kolle  | -       |
| 2021 | Finlandialoppet          | Hickothepooh   | Vidar Hop         | Grupp 1 |
| 2021 | Ulf Thoresens Minneslopp | Hickothepooh   | Vidar Hop         | Grupp 1 |
| 2021 | Algot Scotts Minne       | Floris Baldwin | Magnus A. Djuse   | -       |